# 캐서린 무손다
캐서린 무손다(영어: Catherine Musonda, 1998년 2월 20일 ~ )는 잠비아의 여자 축구 선수로 포지션은 골키퍼이다.